# Padeș, Blagoevgrad
Padeș (în bulgară Падеш) este un sat în partea de sud-vest a Bulgariei în Regiunea Blagoevgrad. Aparține administrativ de  comuna Blagoevgrad. Satul are o populație de 674 locuitori.

## Demografie
Componența etnică a satului Padeș
     Romi (1,31%)
     Bulgari (94,58%)
     Nicio identificare (3,66%)
     Altele (0,43%)
La recensământul din 2011, populația satului Padeș era de 683 locuitori. Din punct de vedere etnic, majoritatea locuitorilor (94,58%) erau bulgari, cu o minoritate de romi (1,31%). Pentru 3,66% din locuitori nu este cunoscută apartenența etnică.